# Sara Andersson (skidskytt)
Sara Paulina Andersson, född 13 januari 2003, är en svensk skidskytt och längdskidåkare, tävlande för Mora Biathlon och IFK Mora SK. Andersson har tävlat i både skidskytte och längdskidåkning men satsar nu på skidskytte och är medlem i landslagets juniorlag. Internationellt fick Andersson sitt genombrott när hon tog brons i singelmixstafett i Ungdoms-OS 2020. Anderssons genombrott i Sverige kom när hon slog flera senioråkare i en uttagningstävling i december 2020; hon tävlar nu i IBU-cupen.
Vid Europamästerskapen i skidskytte i Slovakiska Brezno-Osrblie 2024 tog Andersson sin första seniormedalj när det blev guld i singelmixstafett tillsammans med Anton Ivarsson.

## Resultat

### Pallplatser i världscupen

#### Pallplatser i lag
I lag har Andersson i världscupen en pallplatser: en seger.
| Säsong  | Datum           | Plats     | Disciplin | Placering | Lagkamrat(er)                  |
| ------- | --------------- | --------- | --------- | --------- | ------------------------------ |
| 2024/25 | 1 december 2024 | Kontiolax | Stafett   | 1:a       | Magnusson / H.Öberg / E. Öberg |

### Ställning i världscupen
| Säsong  | Totalt | Totalt | Distans | Distans | Sprint | Sprint | Jaktstart | Jaktstart | Masstart | Masstart |
| Säsong  | Poäng  | Plac.  | Poäng   | Plac.   | Poäng  | Plac.  | Poäng     | Plac.     | Poäng    | Plac.    |
| ------- | ------ | ------ | ------- | ------- | ------ | ------ | --------- | --------- | -------- | -------- |
| 2022/23 | 10     | 79:a   | –       | –       | 10     | 66:a   | –         | –         | –        | –        |
| 2023/24 | 74     | 49:a   | 8       | 61:a    | 50     | 42:a   | 16        | 60:e      | –        | –        |